# 蓋布維萊爾猶太會堂

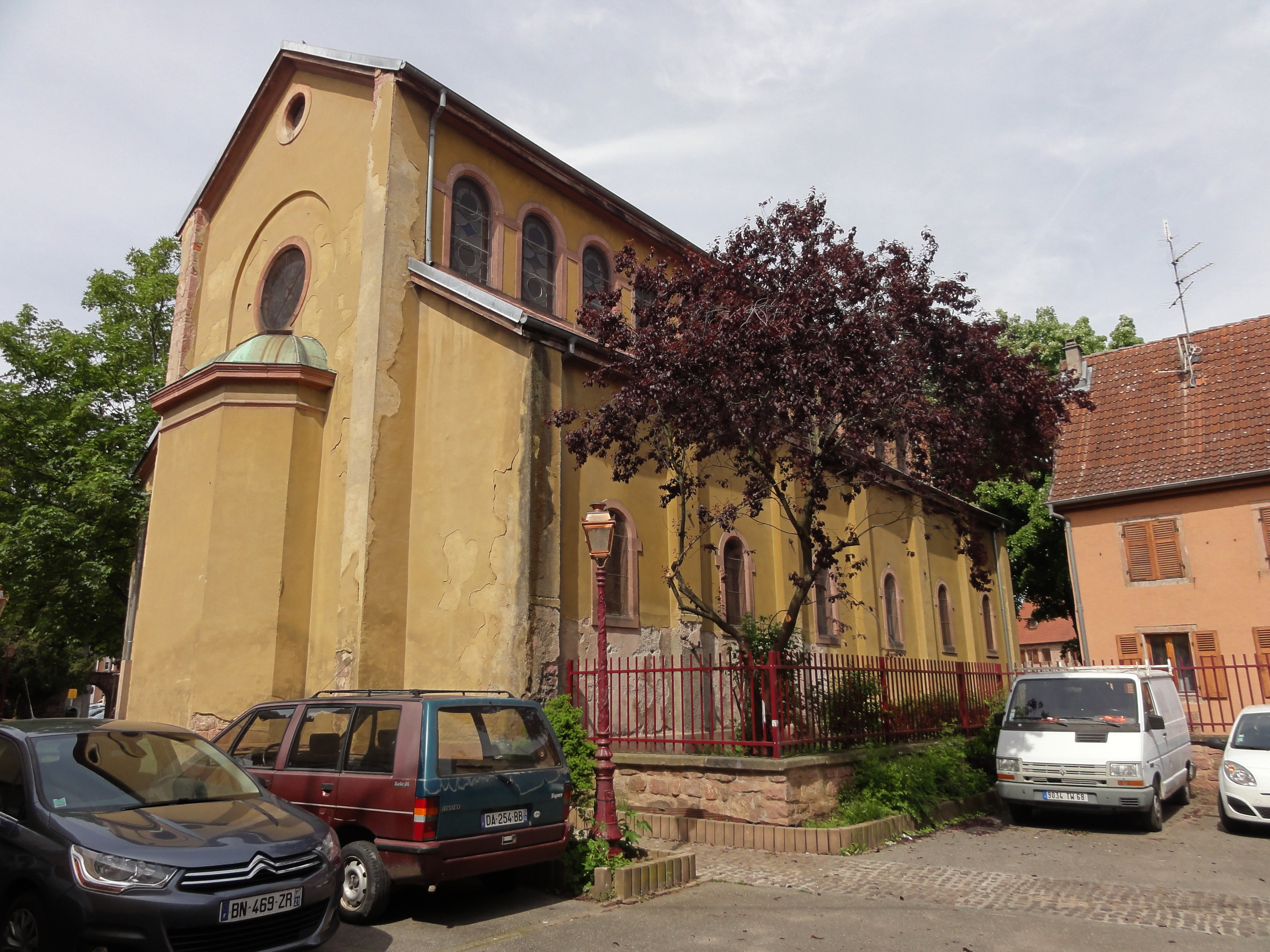

蓋布維萊爾猶太會堂（法語：synagogue de Guebwiller）是法國城市蓋布維萊爾的一座猶太會堂。蓋布維萊爾在1333年即被提及有猶太會堂。